# Nguyễn Ngọc Toàn
Nguyễn Ngọc Toàn là một tướng lĩnh Công an nhân dân Việt Nam, hàm Trung tướng, ông hiện là Ủy viên Đảng ủy Công an Trung ương, Bí thư Đảng ủy, Cục trưởng Cục công tác đảng và công tác chính trị, Bộ Công an.

## Tiểu sử
Ông quê quán Thái Bình.
Tháng 6 năm 2011, Nguyễn Ngọc Toàn là Thượng tá, Trưởng Công an thành phố Nam Định, tỉnh Nam Định.
Từ năm 2014 đến tháng 7 năm 2016, Nguyễn Ngọc Toàn là Đại tá Công an, Phó Giám đốc Công an tỉnh Nam Định.
Từ tháng 12 năm 2016 đến tháng 1 năm 2017, Nguyễn Ngọc Toàn là Đại tá công an, Cục trưởng Cục Tham mưu Chính trị Công an nhân dân - Bộ Công an.
Ít tháng sau (năm 2017) ông được thăng quân hàm Thiếu tướng Công an nhân dân Việt Nam.
Ngày 25 tháng 7 năm 2018, Thiếu tướng Nguyễn Ngọc Toàn, nguyên Cục trưởng Cục Tham mưu Chính trị Công an nhân dân - Bộ Công an, được trao quyết định của Bộ trưởng Bộ Công an bổ nhiệm giữ chức vụ Giám đốc Công an tỉnh Cao Bằng.
Ngày 30 tháng 6 năm 2020 Bộ Công an tổ chức Lễ công bố quyết định của Bộ trưởng Bộ Công an về công tác cán bộ. Theo quyết định của Bộ trưởng Bộ Công an, Thiếu tướng Nguyễn Ngọc Toàn, Giám đốc Công an tỉnh Cao Bằng được điều động về làm Cục trưởng Cục công tác đảng và công tác chính trị, Bộ Công an thay Trung tướng Đào Gia Bảo nghỉ công tác chờ hưu.
Tháng 4 năm 2021, ông được thăng quân hàm Trung tướng Công an nhân dân, cùng đợt với Thiếu tướng Tô Ân Xô.
Năm 2022, ông là Viện trưởng Viện Khoa học và công nghệ, Bộ Công an
Sau đó là Cục trưởng Cục Công tác Đảng và công tác chính trị, Bộ Công an
Tháng 11 năm 2023, ông là Cục trưởng Cục Hồ sơ nghiệp vụ, Bộ Công an
Tháng 12 năm 2023, ông là Cục trưởng Cục Công tác Đảng và công tác Chính trị, Bộ Công an.

## Khen thưởng
- Huân chương Chiến công hạng Ba (trao ngày 8 tháng 7 năm 2016)[2]